# 270년

## 연호
- 서진(西晉) 태시(泰始) 6년
- 오(吳) 건형(建衡) 2년

## 기년
- 서진(西晉) 무제(武帝) 6년
- 오(吳) 말제(末帝) 7년
- 신라(新羅) 미추 이사금(味鄒泥師今) 9년
- 고구려(高句麗) 중천왕(中川王) 23년 / 서천왕(西川王) 원년
- 백제(百濟) 고이왕(古爾王) 37년

## 사건
- 고구려,  중천왕 세상을 떠남.  그의 아들 약로가 서천왕으로 왕의 자리에 오름.

## 사망
- 고구려(高句麗) 12대 국왕 중천왕(中川王)
- 서진(西秦)의 무장 나헌(羅憲)